# ЕПС ЈП Термоелектране „Косово” Обилић
Електропривреда Србије Јавно предузеће за производњу термоелектричне енергије Термоелектране „Косово” са потпуном одговорношћу Обилић је српско државно предузеће за површинско ископавање угља са седиштем у Обилићу на Косову и Метохији. Привремено седиште предузећа се након 1999. године налази у Београду.

## Историја
ЕПС ЈП ТЕ „Косово” Обилић је формално основала Електропривреда Србије (ЕПС) 23. децембра 1991. године.
Након рата на Косову и Метохији и НАТО агресије на Југославију 1999. године, на Косову и Метохији је 1. јула 1999. успостављена УНМИК-ова администрација, а Електропривреда Србије је изгубила приступ целој инфраструктури, укључујући и електранама Косово А и Косово Б.
Због немогућности обављања претежне делатности на Косову и Метохији, део радника је радно ангажован на пословима у оквиру ЕПС-а у остатку Републике Србије.
Повратак на радна места запосленим Србима на Косову и Метохији је онемогућен, и ако су запослени захтевали у тужбеном захтеву Саветодавној комисији за људска права при УНМИК-у да омогући повратак радника на радна места на Косову и Метохији.
Термоелектранама de facto управљају самопроглашени органи власти у Приштини, а Споразумом о енергетској заједници југоисточне Европе било је предвиђено да се Термоелектрана Косово А угаси и стави ван снаге, због застарелости и проузроковања великог загађења ваздуха, до 2017. године, међутим до тога није дошло. Два блока Термоелектране Косово А су ван функције.
Термоелектрана Косово A се састоји од пет радних блокова познатих као А1, А2, А3, А4 и А5. Блок А1 ове електране пуштен је у рад 1962. године снаге 65MW; А2 1965. године снаге 125MW; А3 1970. године снаге 200MW; А4 1971. године снаге 200MW и А5 1975. године снаге 210MW. Блокови А3, А4 и А5 су функционални.
Термолектрана Косово Б састоји се од две производне јединице познате као Б1 и Б2 јединице. Први блок Б1 ове електране пуштен је у рад 10. октобра 1983. године снаге 339 MW. У међувремену, други блок Б2 ове електране пуштен је у рад 14. јула 1984. године снаге 339 MW.

## Галерија
- Термоелектрана Косово А.
- Термоелектрана Косово А.
- Термоелектрана Косово А.
- Термоелектрана Косово Б.
- Унутрашњост Термоелектране Косово Б из 2004. године.
- Термоелектране Косово А и Косово Б током зиме.
- Генератор Термоелектране Косово Б из 2004. године.